# ポルシェ・910
ポルシェ910（Porsche 910 ）はFIA規定のグループ6用に開発され、1967年にデビューしたプロトタイプレーシングカーである。別称カレラ10（Carrera 10 ）。

## 概要
1966年シーズンを戦った906の発展モデルであり、フェルディナント・ピエヒ率いるデザインチームが改良を行った。車輌カテゴリはグループ4スポーツカーからグループ6スポーツプロトタイプに変わり、ワークス用として28台が製作された。品質管理上レースごとに新車を使う方針だったため、使用後はオーバーホールされ各国のプライベーターに放出された。
ポルシェのレーシングスポーツは904（1964年）→906（1966年）→910（1967年）→907（1967年）→908（1968年）→909（1968年）という順に開発されたが、910のイレギュラーなタイプナンバーについて明確な説明はない。ヒルクライム用マシン、オロン・ヴィラール・スパイダーのシャシ番号"906-010"からきたのではないかという説もある。

### エンジン
エンジンは906と同じく1,991cc6気筒と2,195cc8気筒の2タイプがある。ともにボッシュ製の機械式燃料噴射装置を採用している。
901/21型
強制空冷式水平対向6気筒1,991ccエンジン。市販車911の901型がベース。チェーン駆動SOHC2バルブ、燃料噴射装置はアクセル開度に対応する。最高出力220馬力/8,000rpm。排気管は左右2本。
771/1型
強制空冷式水平対向8気筒2,195ccエンジン。ギア駆動DOHC2バルブ、燃料噴射装置はアクセル開度とエンジン回転数に対応し、燃費性能が向上している。最高出力270馬力/8,600rpm。排気管は中央1本。

### シャーシ
鋼管スペースフレームは軽量化と捻れ剛性の向上を図った。ホイールが15inから13inに小径化し、センターロック方式のマグネシウム製ホイールを採用した。シーズン中、ブレーキをベンチレーテッドディスクに変更した。

### ボディー
外観は906のフォルムを踏襲しているが、以下の変更点がある。
- 中央が尖ったノーズ。
- ノーズ左右のスポイラーを廃止。
- ホイールの小径化により、膨らみが低くなったフェンダー。
- 丸みを帯びたヘッドライトカバー。
- ガルウィングドアの廃止。完全に締め切らないまま走行すると風圧で脱落したケースがあったため、斜め前方へスライドする方式に改めた。
- ルーフパネルが着脱式となり、オープン仕様も選べるようになった。
- リヤカウルがトンネルバック形状になった。

## レース戦績

### スポーツカー世界選手権
1966年のヒルクライムレースより先行投入され、1967年のスポーツカー世界選手権開幕戦デイトナ24時間レースで本格デビュー。第5戦タルガ・フローリオより8気筒エンジンの910/8を投入し、ロルフ・シュトメレン/ポール・ホーキンス組が総合優勝。6気筒の910/6が2位・3位を占め表彰台を独占した。
第6戦ニュルブルクリンク1000kmでも910/6が1から3位を独占。ウド・シュッツ/ジョー・ブゼッタ組のドライブにより、ドイツ車として地元初勝利を達成した。
マニュファクチャラーズ選手権において、ポルシェは第7戦終了までに32点を獲得（上位5戦有効得点制）。4リットルマシンを使うフェラーリを1点リードしていた。タイトル決定戦となるBOAC500マイルレースでは、ブルース・マクラーレンやグラハム・ヒルも助っ人として910/8をドライブした（日本の生沢徹もリザーブ登録された）。
レースではジョー・シフェール / ブルース・マクラーレン組の910/8が、クリス・エイモン / ジャッキー・スチュワート組のフェラーリ330P4と2位を争ったが、ブレーキパッド交換のタイムロスで3位に終わり、ポイントを逆転され選手権初制覇は成らなかった。 

### 日本での活躍
1968年の'68日本GPにタキ・レーシングが購入した910/6が出場し、生沢のドライブで総合2位に入賞した。翌年の'69日本GPでは風戸裕がGP-IIクラス最高の8位。風戸は翌年にかけて国内レースで連勝し、全日本IIクラスチャンピオンとなった。その後オーナーが代わりながら、1977年まで国内レースに出場した。
シャシ番号910-012の個体はレストアされ、2008年10月25・26日にツインリンクもてぎで開催された「ヒストリック・オートモービル・フェスティバル2008」に登場し、生沢が40年ぶりにステアリングを握った。